# Моно-Иньо (кратеры)
Кратеры Моно-Иньо (англ. Mono–Inyo Craters) — вулканическая цепь кратеров, куполов и потоков лавы в округе Моно штата Калифорния, США. Цепь тянется на 40 км от северо-западного берега озера Моно к югу до Мамонтовой горы. Вулканическое поле озера Моно образует самую северную часть цепи и состоит из двух вулканических островов в озере и одного шлакового конуса на его северо-западном берегу. Большинство кратеров Моно, которые составляют большую часть северной части цепи Моно-Иньо, являются фреатическими вулканами, которые с тех пор были перекрыты риолитовыми куполами и потоками лавы. Вулканическая система Иньо образует большую часть южной части цепи и состоит из кратеров фреатических взрывов и риолитовых потоков лавы и куполов. Самая южная часть цепи состоит из фумарол и взрывных кратеров на Мамонтовой горе и ряда шлаковых конусов к югу от горы, последние называются Красными конусами (англ. Red cones).
Извержения вдоль узкой системы трещин под цепью начались в западном рву кальдеры Лонг-Валли 400 000–60 000 лет назад. В этот период образовался вулкан Мамонтова гора. Многочисленные извержения от 400 000 до 600 лет назад создали кратеры Моно, а извержения от 5000 до 500 лет назад сформировали вулканическую цепь Иньо. Потоки лавы 5000 лет назад образовали Красные конусы, а взрывные кратеры на горе Мамонт образовались за последние 1000 лет. Поднятие острова Паоха (англ. Paoha) в озере Моно около 250 лет назад является самым последним вулканическим извержением. Все извержения, скорее всего, происходили из собственных небольших магматических тел, а не из одной большой магматической камеры, подобной той, которая вызвала массивное извержение кальдеры Лонг-Валли 760 000 лет назад. За последние 3000 лет извержения происходили каждые 250–700 лет. Поскольку регион вулканически активен, для него характерна сейсмичность. Например, в 1980 году произошла серия землетрясений и брадисейсм в пределах и к югу от кальдеры Лонг-Валли, которая указывала на возобновление магматической активности в этом районе.

## Галерея

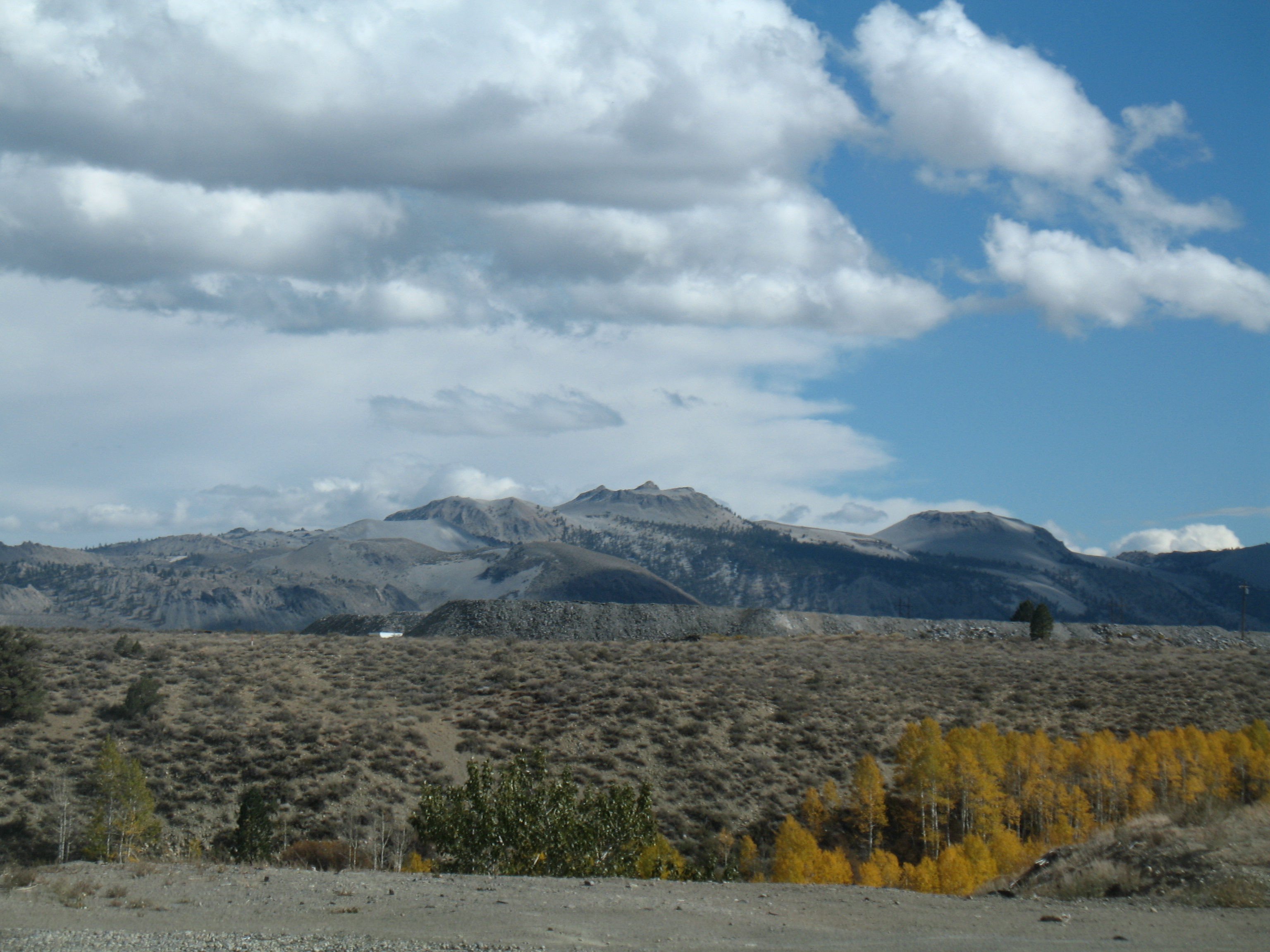
Кратеры Моно.
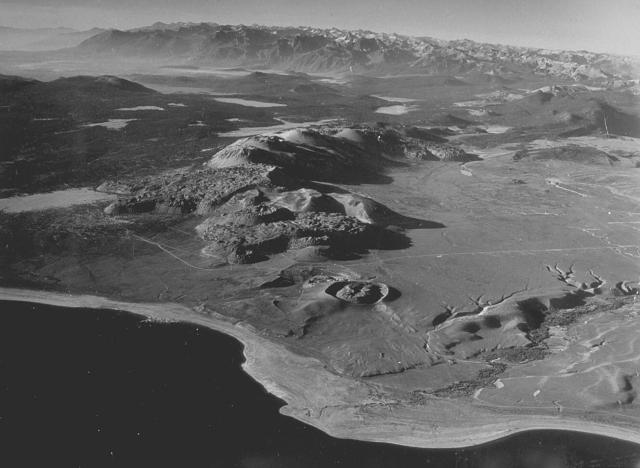
Кратеры Моно образуют дугу перекрывающихся лавовых куполов и потоков.
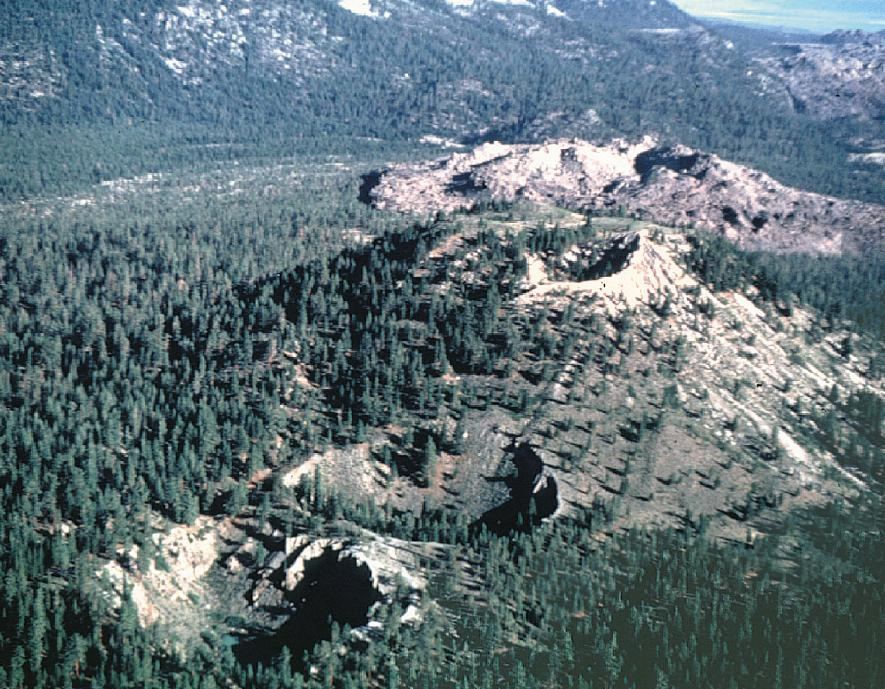
Кратеры Иньо, образовавшиеся в результате взрывов.
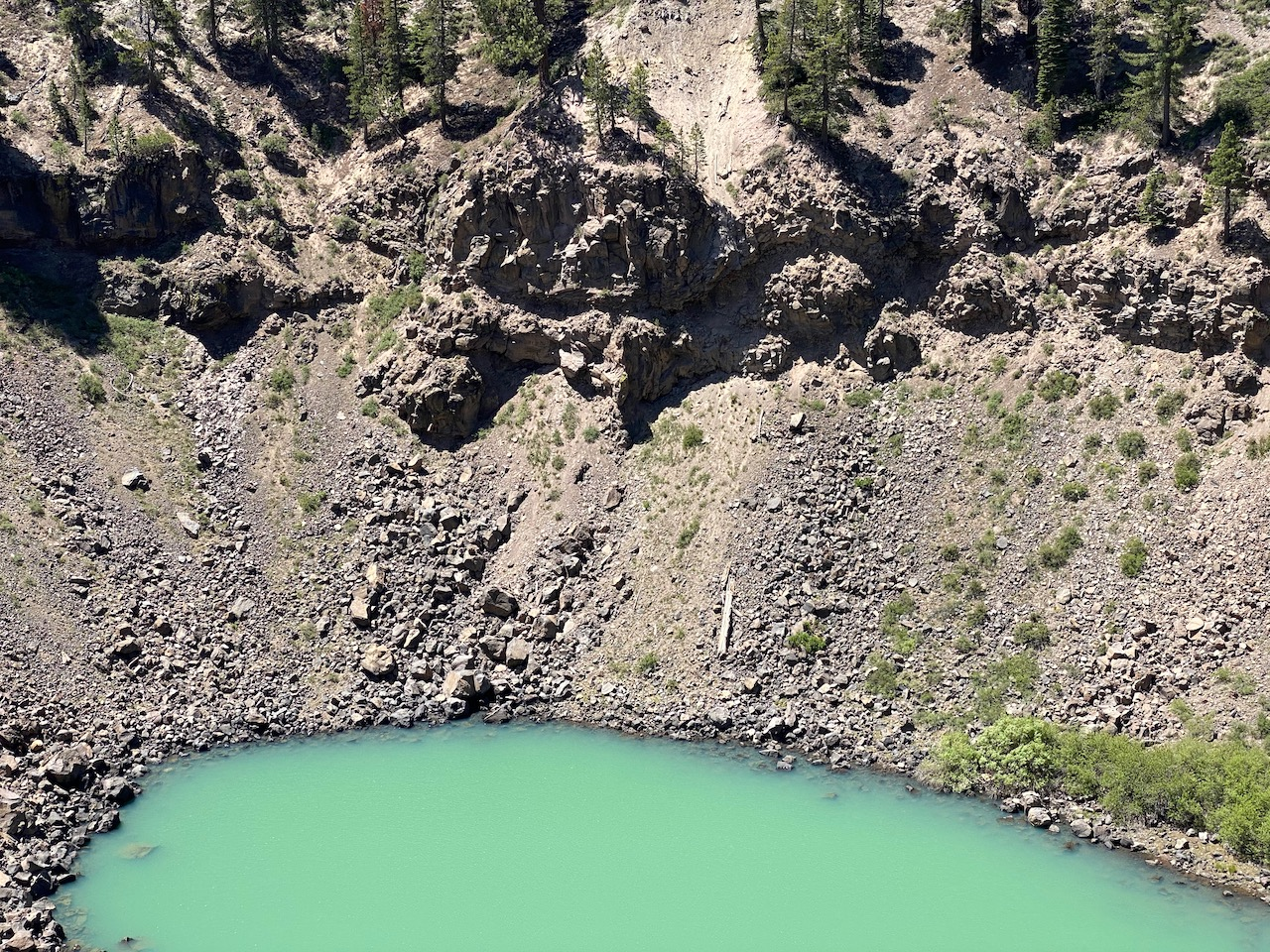
Фото с края самого южного из кратеров Иньо.
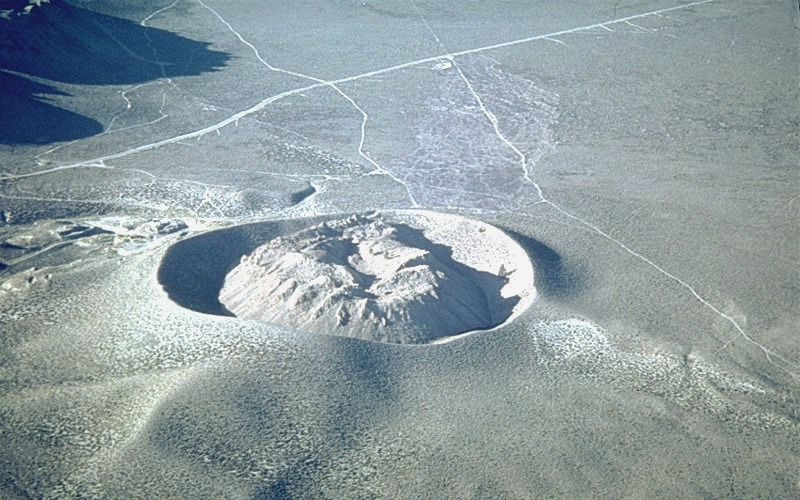
Аэрофотоснимок кратера Панум.